# 少叶鹿药
少叶鹿药（学名：Maianthemum stenolobum）属于天门冬科舞鹤草属，是中国的特有植物。分布在中国大陆的甘肃、四川、湖北等地，生长于海拔2,000米至3,000米的地区，常生于沟谷、林下及草坡，目前尚未由人工引种栽培。